# Luis Rizzo
Luis Rizzo, né le 25 janvier 1945 à Buenos Aires et mort le 26 février 2007,,.est un musicien argentin, guitariste arrangeur et compositeur

## Biographie
Né dans le quartier Porteño de Liniers (Buenos Aires), Luis Rizzo est formé à la guitare par Roberto Lara (es) et Julio Ferreyra, et Pedro Aguilar lui enseigne l'harmonie[pas clair].
En tant que compositeur, ses œuvres sont principalement des tangos, milongas et valses, issues de la culture populaire de Buenos Aires, la capitale de l'Argentine.
Il commence sa carrière de soliste en 1960. En 1966, il intègre le trio du compositeur et pianiste Osvaldo Manzi.
En 1970, il rejoint le Quinteto Guardia Nueva, qui pratique un tango inspiré du Jazz, de mouvement dit avant-gardiste, en opposition avec la « Guardia Vieja »
En 1988, il met en place sa propre formation, le Luis Rizzo Trio.
En 1993, il crée le Luis Rizzo Quinteto et revient à un style instrumental. Il se produit à la télévision, notamment sur France 2 et la Rai.
À la suite de sa disparition, ses œuvres (essentiellement tangos, milongas et valses argentines) sont interprétées en concert ou enregistrées par d'autres ensembles musicaux à travers le monde,,.

## Discographie

### Avec ses ensembles
- 1988 : Tangos d'hier et d'aujourd'hui (trio)
- 1990 : Tristesse (quartet)[12]
- 1993 : Desde El Anden (duo)
- 1995 : Suite el Barrio (quintet)
- 1999 : Opustango (quintet)
- 2004 : Tangos et cie (duo)

### En tant que soliste invité
- 1970 : Tango de vanguardia
- 1987 : Quintet Tango (Osvaldo Piro Quinteto)
- 1994 : Polvere nella mente (Arlo Bigazzi)
- 1996 : Buenos Aires Tango (Compaña de Danza Argentina)

## Photos

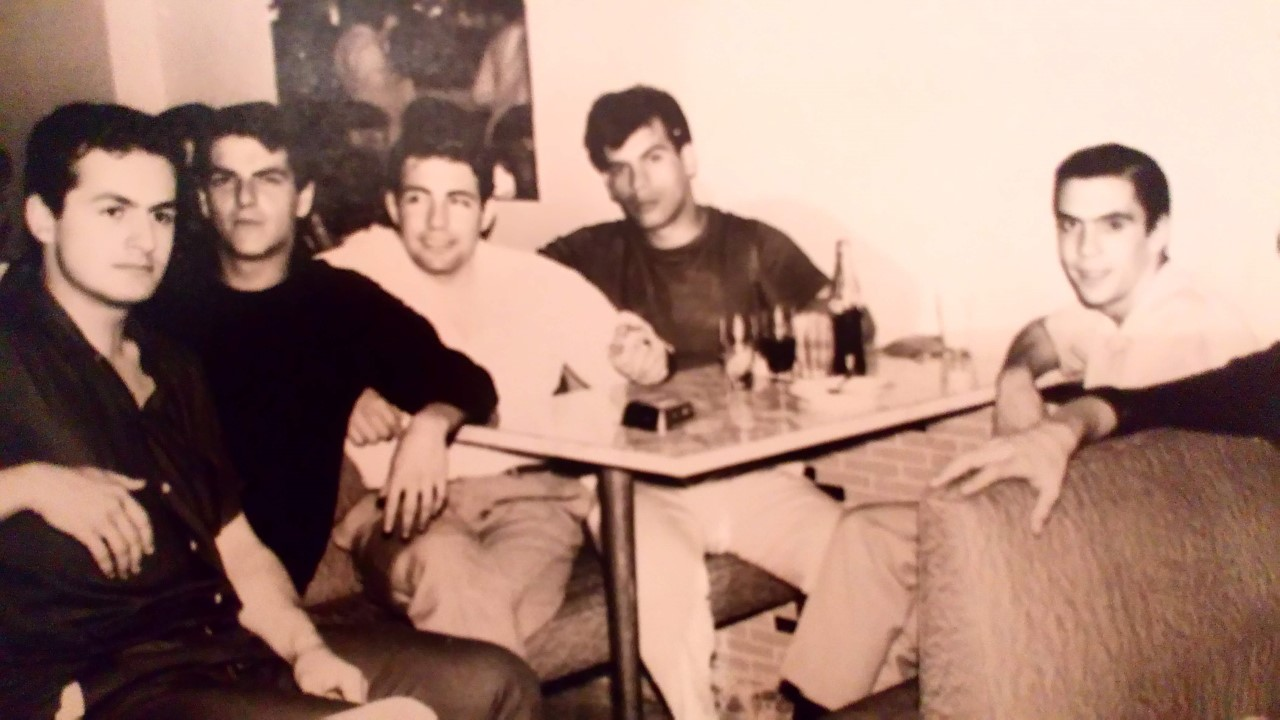
Jeune avec des amis
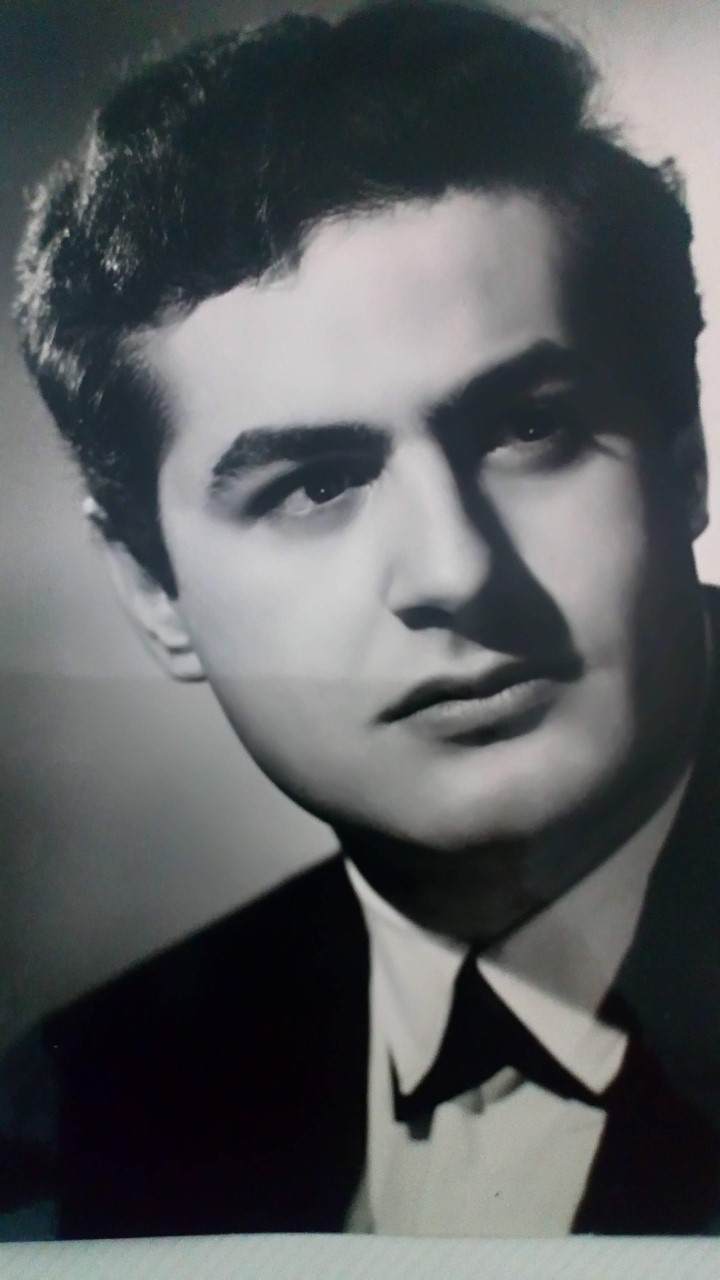
Portrait de jeunesse (20 ans)
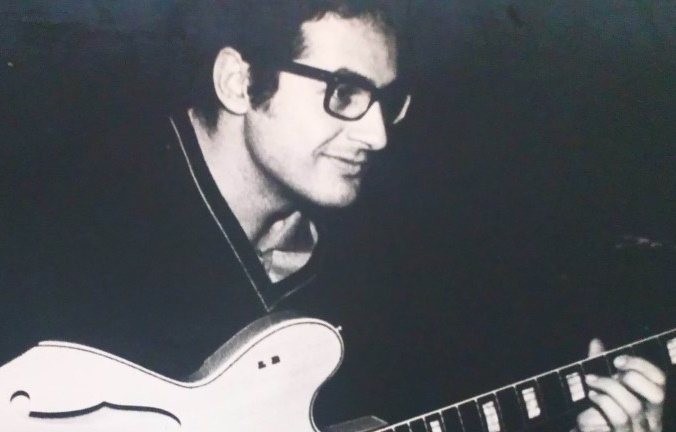
1er concert
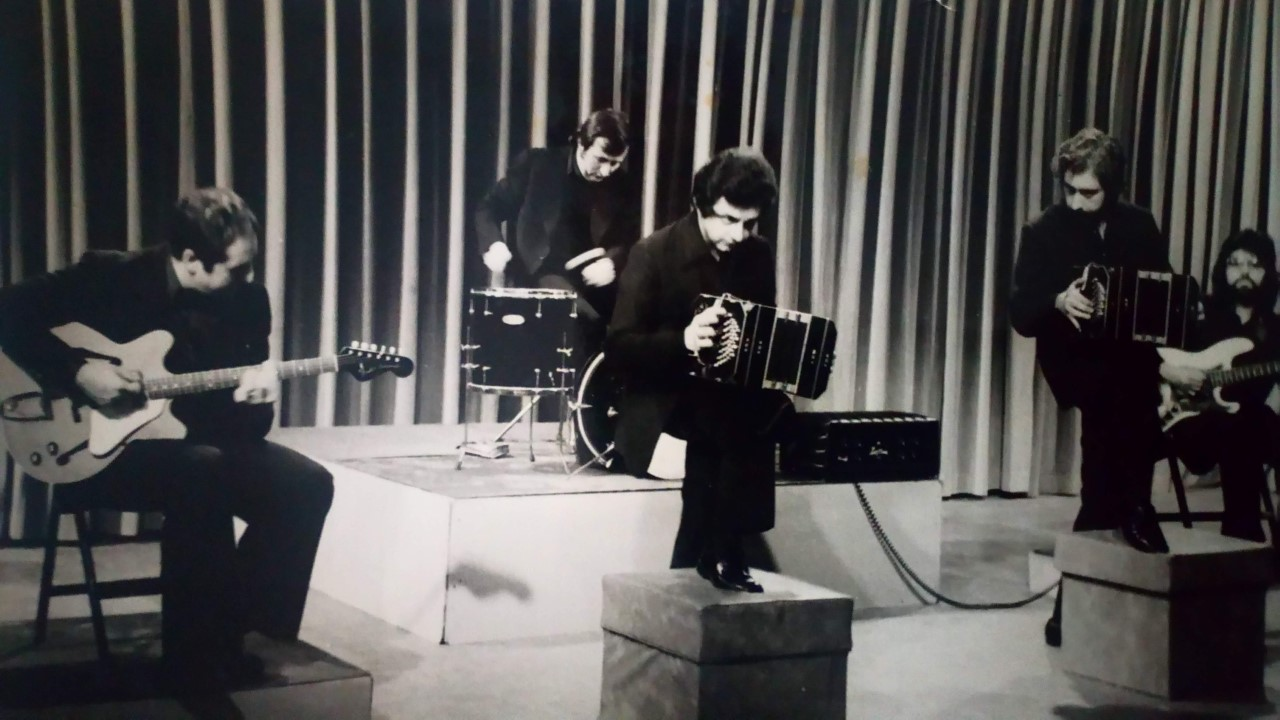
Concert Quinteto Guardia Nueva TV
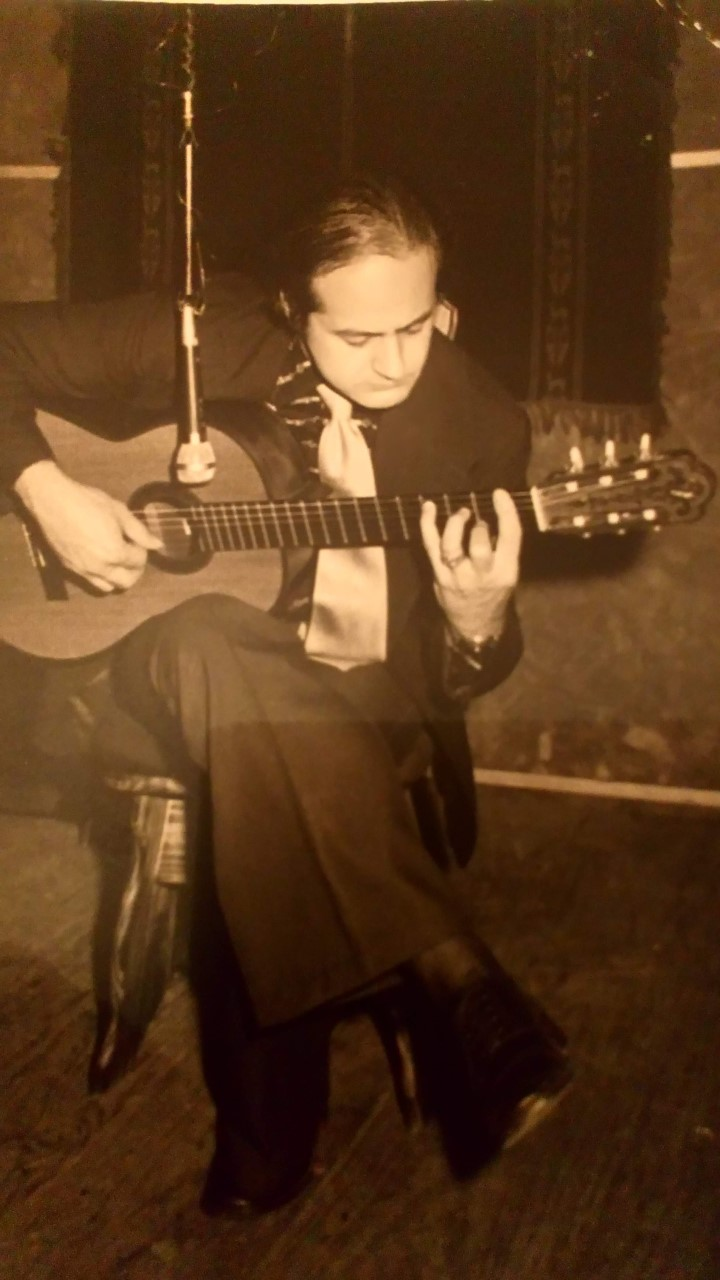
Performance en solo
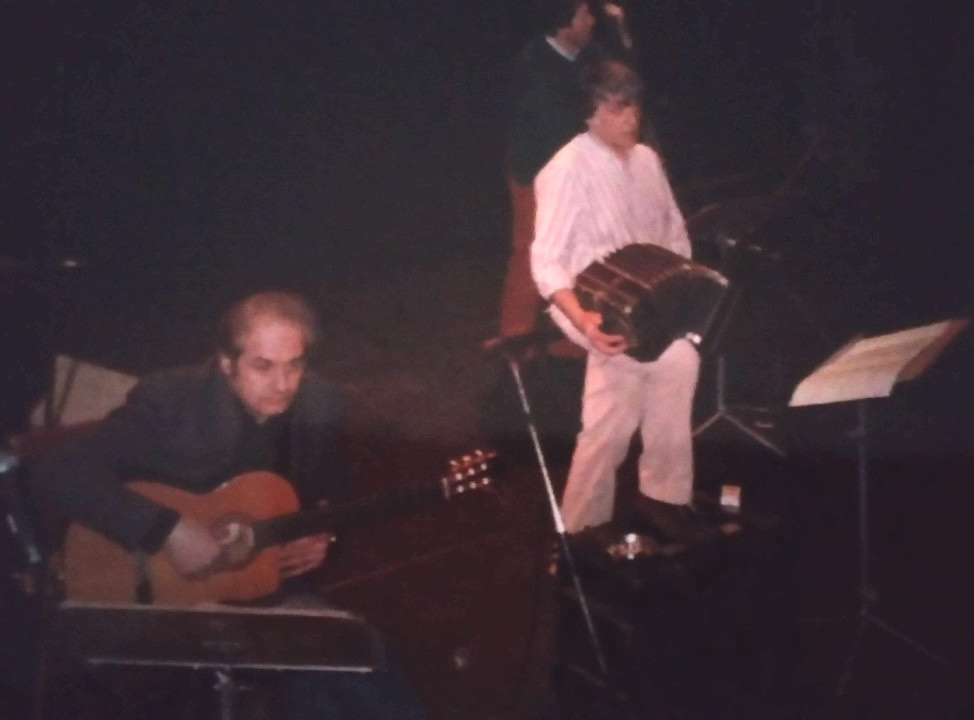
Guitariste soliste avec Osvaldo Piro
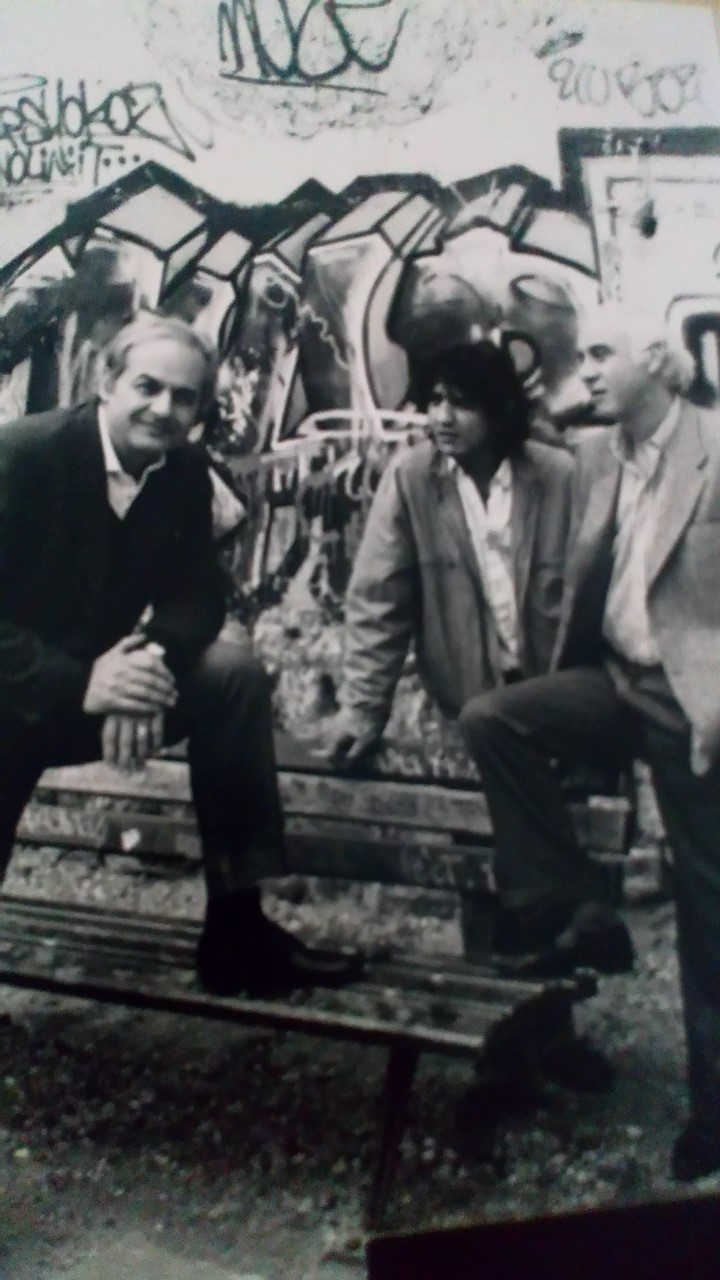
Luis Rizzo Trio à Berlin
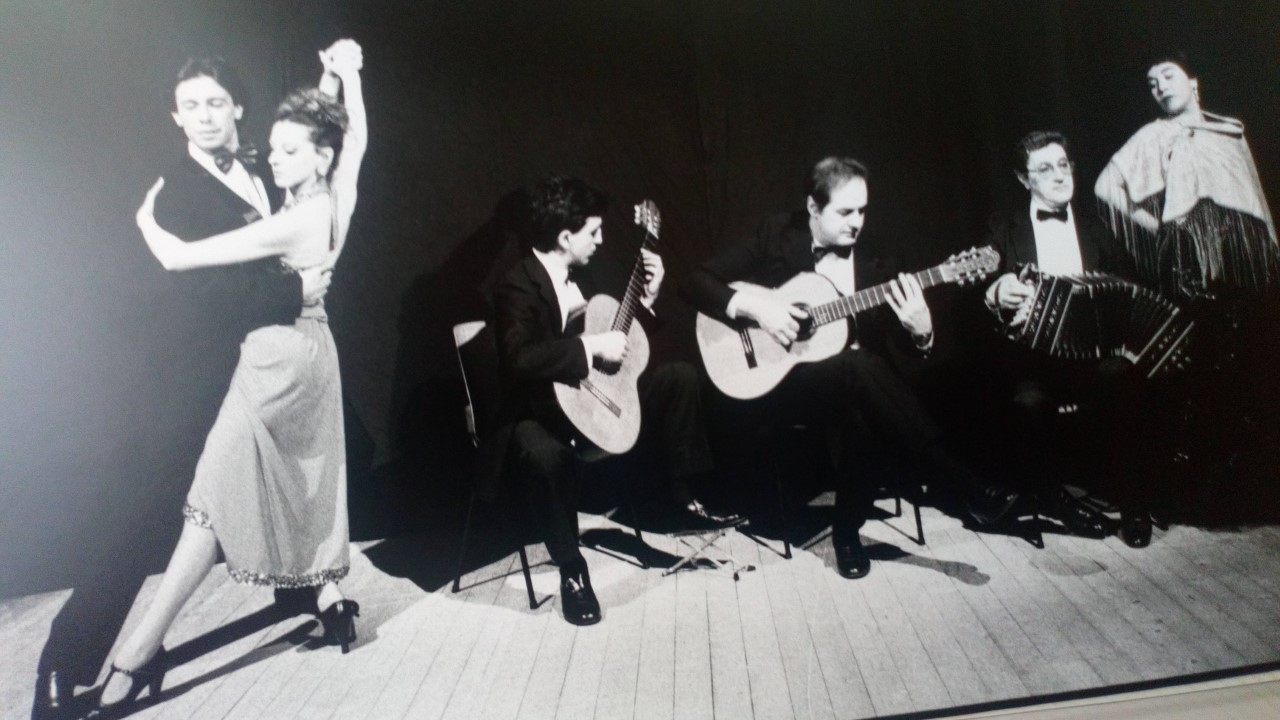
groupe de danse et musique Buenos Aires Tango
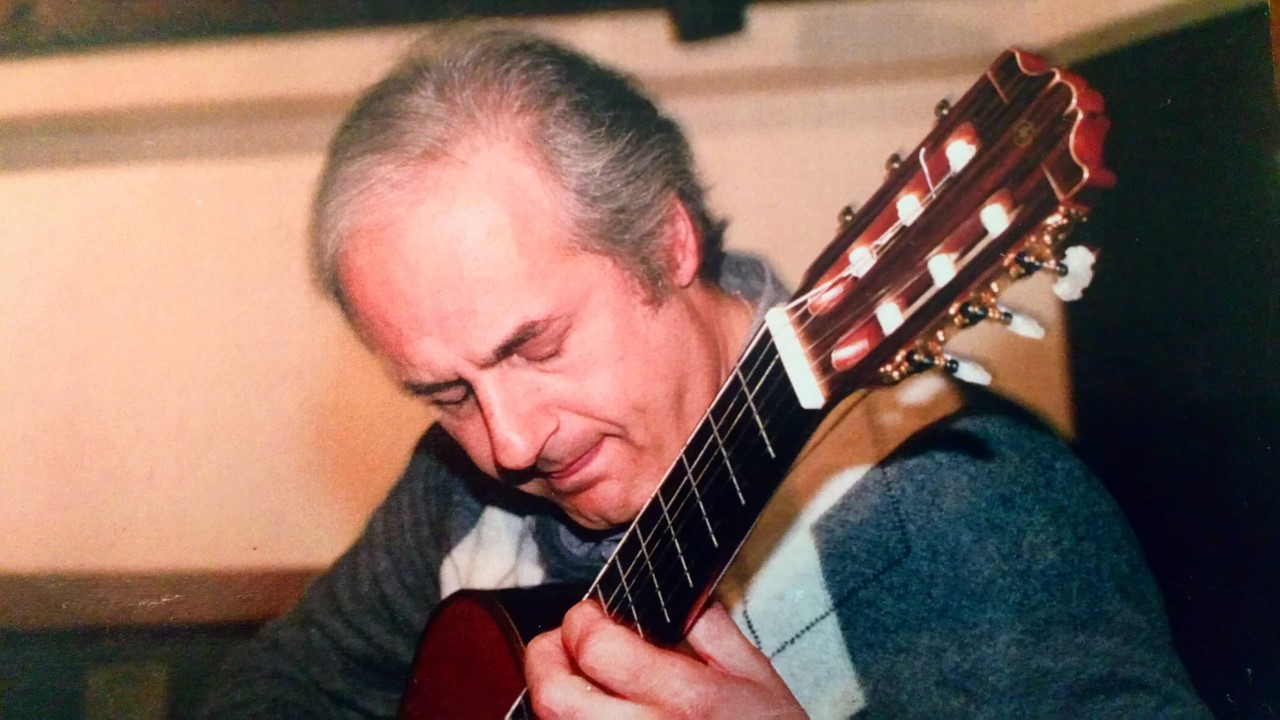
Repetition au conservatoire